# Wolfgang Portius
Wolfgang Portius (3. Dezember 1952) ist ein deutscher ehemaliger Fußballspieler. Zwischen 1973 und 1983 bestritt er 42 Spiele in der DDR-Liga, der zweithöchsten Liga im DDR-Fußball.

## Sportliche Laufbahn
Seine erste Saison in der DDR-Liga absolvierte Wolfgang Portius 1973/74 bei der Betriebssportgemeinschaft Chemie Schwarza. Beim Liga-Aufsteiger kam er in der Rückrunde, die vom 14. bis 22. Spieltag ausgetragen wurde, in sieben Begegnungen als Stürmer zum Einsatz. Am Saisonende stieg Chemie Schwarza in die Bezirksliga ab und entwickelte sich zur Fahrstuhlmannschaft. In den Spielzeiten 1975/76 und 1977/78 war sie wieder in DDR-Liga vertreten, Portius gehörte aber nicht mehr zum Spielerkader. 
Erst zur Saison 1977/78 erschien Portius wieder in der DDR-Liga, nun bei der BSG Motor Hermsdorf. Als Linksaußenstürmer wurde er mit 18 Einsätzen bei 22 Ligaspielen zum Stammspieler und erzielte dabei drei Tore. Seine Stammposition behielt Portius auch 1978/79 bei, kam zwar nur auf 16 Ligaeinsätze, als Torschütze kam er aber wieder zu drei Treffern. Nachdem auch Motor Hermsdorf 1979 in die Bezirksliga absteigen musste, verschwand Wolfgang Portius für längere Zeit aus dem Kader der 1. Mannschaft von Motor Hermsdorf. Auch zur Saison 1982/83 stand er nicht im Spieleraufgebot, bestritt aber am Ende der Hinrunde, dem 13. Spieltag, ein letztes DDR-Liga-Spiel, in dem er noch einmal als Linksaußenspieler eingesetzt wurde. 
Nach seinen sieben DDR-Ligaspielen für Chemie Schwarza (ohne Tor) und 35 DDR-Liga-Einsätzen (sechs Tore) bei Motor Hermsdorf schied Wolfgang Portius 1983 im Alter von 30 Jahren aus dem höherklassigen Fußball aus.